# Abu Dhabi Grand Slam Jiu-Jitsu World Tour
O Abu Dhabi Grand Slam Jiu-Jitsu World Tour, conhecido simplesmente como Abu Dhabi Grand Slam , é uma série de torneios internacionais de Jiu-jitsu brasileiro (com quimono e sem quimono), realizados anualmente e organizados pela Federação de Jiu-Jitsu dos Emirados Árabes Unidos (UAEJJF) e pelo Abu Dhabi Jiu-Jitsu Pro (AJP), como parte do circuito de competições da AJP. Os eventos ocorrem em diversas cidades ao redor do mundo.

## História
O Abu Dhabi Grand Slam Jiu-Jitsu Tour(ADGS) foi criado pela Federação de Jiu-Jitsu dos Emirados Árabes Unidos (UAEJJF) em 2015, com o objetivo de "desenvolver e promover o jiu-jitsu em todo o mundo". O ADGS integra o Circuito de Competições Abu Dhabi Jiu Jitsu Pro (AJP), que engloba 78 eventos internacionais em cada temporada.
O Abu Dhabi Grand Slam apresenta uma série de torneios de alto nível, aberto aos melhores competidores masculinos e femininos de Jiu-jitsu brasileiro do mundo, nas categorias juvenil, profissional e master, com prêmios em dinheiro concedidos aos principais atletas de cada divisão. Esses eventos, conhecidos como Grand Slams, ocorrem a cada temporada em várias cidades anfitriãs.

## Abu Dhabi Grand Slam 2015–2016
Na primeira temporada, a UAEJJF realizou quatro torneios grand slam em quatro países (Japão, Inglaterra, EUA e Brasil). A premiação para faixas-pretas em cada Grand Slam foi de US$ 49.000, com bônus adicionais de US$ 7.000 por finalizações distribuídos entre as divisões.
| Evento                              | Local                                        | Data                      | Participantes |
| Abu Dhabi Grand Slam Tóquio         | Ginásio Sumida City [en], Tóquio             | 29 de agosto de 2015      |               |
| Abu Dhabi Grand Slam Los Angeles    | Universidade Azusa Pacific [en], Los Angeles | 18 de outubro de 2015     |               |
| Abu Dhabi Grand Slam Rio de Janeiro | Arena HSBC, Rio de Janeiro                   | 5 – 6 de dezembro de 2015 |               |
| Abu Dhabi Grand Slam Londres        | ExCel London                                 | 19 de março de 2016       |               |

## Abu Dhabi Grand Slam 2016–2017
Na segunda temporada, o Grand Slam foi realizado em cinco cidades anfitriãs, com a adição de Abu Dhabi.
| Evento                              | Local                         | Data                        | Participantes                 |
| Abu Dhabi Grand Slam Los Angeles    | Los Angeles Convention Center | 3 – 4 de setembro de 2016   |                               |
| Abu Dhabi Grand Slam Tóquio         | Big Turtle Fukaya, Tóquio     | 23 de outubro de 2016       |                               |
| Abu Dhabi Grand Slam Rio de Janeiro | Arena HSBC, Rio de Janeiro    | 12 – 13 de novembro de 2016 |                               |
| Abu Dhabi Grand Slam Abu Dhabi      | Arena IPIC                    | 12 – 13 de janeiro de 2017  |                               |
| Abu Dhabi Grand Slam Londres        | ExCel London                  | 18 de março de 2017         | 806 competidores de 59 países |

## Abu Dhabi Grand Slam 2017–2018
Na terceira temporada, o Grand Slam ofereceu um fundo total de prêmios superior a US$ 800.000.
| Evento                              | Local                                      | Data                        | Participantes    |
| Abu Dhabi Grand Slam Tóquio         | Centro de Convenções Makuhari [en], Tóquio | 15 de julho de 2017         |                  |
| Abu Dhabi Grand Slam Los Angeles    | Los Angeles Convention Center              | 23 – 24 de setembro de 2017 | 750 competidores |
| Abu Dhabi Grand Slam Rio de Janeiro | Arena Carioca 1, Rio de Janeiro            | 11 – 13 de novembro de 2017 |                  |
| Abu Dhabi Grand Slam Abu Dhabi      | Arena IPIC                                 | 12 – 13 de janeiro de 2018  |                  |
| Abu Dhabi Grand Slam Londres        | Copper Box Arena [en], Londres             | 10 – 11 de março de 2018    |                  |

## Abu Dhabi Grand Slam 2018–2019
Na quarta temporada, foram distribuídos prêmios em dinheiro combinados superiores a US$ 800.000 para os melhores atletas de cada divisão.
| Evento                              | Local                                   | Data                        | Participantes |
| Abu Dhabi Grand Slam Tóquio         | Ota City General Gymnasium [en], Tóquio | 29 de julho de 2018         |               |
| Abu Dhabi Grand Slam Los Angeles    | Los Angeles Convention Center           | 22 – 23 de setembro de 2018 |               |
| Abu Dhabi Grand Slam Rio de Janeiro | Arena Carioca 1, Rio de Janeiro         | 16 – 18 de novembro de 2018 |               |
| Abu Dhabi Grand Slam Abu Dhabi      | Arena Mubadala, Abu Dhabi               | 10 – 12 de janeiro de 2019  |               |
| Abu Dhabi Grand Slam Londres        | Copper Box Arena [en], Londres          | 9 – 10 de março de 2019     |               |

## Abu Dhabi Grand Slam 2019–2020
Na quinta temporada, Moscou foi adicionada como nova cidade anfitriã. Para minimizar a disseminação do Coronavírus, a UAEJJF realizou o Grand Slam Londres como um evento fechado.
| Evento                              | Local                                        | Data                        | Participantes                 |
| Abu Dhabi Grand Slam Moscou         | Palácio de Esportes Triunfo, Moscou          | 15 – 16 de junho de 2019    |                               |
| Abu Dhabi Grand Slam Tóquio         | Ginásio Geral de Ota [en], Tóquio            | 27 – 28 de julho de 2019    | 700 competidores de 35 países |
| Abu Dhabi Grand Slam Los Angeles    | Universidade Azusa Pacific [en], Los Angeles | 21 – 22 de setembro de 2019 |                               |
| Abu Dhabi Grand Slam Rio de Janeiro | Arena Carioca 1, Rio de Janeiro              | 1 – 3 de novembro de 2019   |                               |
| Abu Dhabi Grand Slam Abu Dhabi      | Arena Mubadala, Abu Dhabi                    | 16 – 18 de janeiro de 2020  |                               |
| Abu Dhabi Grand Slam Londres        | Copper Box Arena [en], Londres               | 7 – 8 de março de 2020      |                               |

## Abu Dhabi Grand Slam 2020–2021
Foi anunciado um total de US$ 1.525.000 em prêmios em dinheiro disponíveis ao longo desta temporada.
| Evento                              | Local                                           | Data                        | Participantes      |
| Abu Dhabi Grand Slam Moscou         | Crocus City Hall, Moscou                        | 24 – 25 de junho de 2020    |                    |
| Abu Dhabi Grand Slam Los Angeles    | Centro de Eventos Felix [en], Azusa, Califórnia | 12 – 13 de setembro de 2020 |                    |
| Abu Dhabi Grand Slam Tóquio         | Ginásio Geral de Ota [en], Tóquio               | 14 – 15 de novembro de 2020 |                    |
| Abu Dhabi Grand Slam Rio de Janeiro | Arena Carioca 1, Rio de Janeiro                 | 4 – 6 de dezembro de 2020   | 1.096 competidores |
| Abu Dhabi Grand Slam Londres        | Copper Box Arena [en], Londres                  | 6 – 7 de fevereiro de 2021  |                    |
| Abu Dhabi Grand Slam Abu Dhabi      | Arena de Jiu-Jitsu, Abu Dhabi                   | 1 – 3 de abril de 2021      |                    |

## Abu Dhabi Grand Slam 2021–2022
Na sétima temporada, três novas localidades foram adicionadas: Miami, Pequim e Sydney. A temporada abrangeu cinco continentes e sete cidades diferentes. Foi anunciado um total de US$ 1.575.000 em prêmios em dinheiro disponíveis ao longo da temporada.
| Evento                              | Local                                      | Data                       | Participantes |
| Abu Dhabi Grand Slam Miami          | Centro de Convenções do Aeroporto de Miami | 8 de agosto de 2021        |               |
| Abu Dhabi Grand Slam Moscou         | Escola Sambo-70, Moscou                    | 12 de setembro de 2021     |               |
| Abu Dhabi Grand Slam Rio de Janeiro | Velódromo Municipal do Rio                 | 22 – 24 de outubro de 2021 |               |
| Abu Dhabi Grand Slam Pequim         | Pequim, China                              | 12 de dezembro de 2021     |               |
| Abu Dhabi Grand Slam Sydney         | Sydney, Austrália                          | 20 de fevereiro de 2022    |               |
| Abu Dhabi Grand Slam Londres        | Copper Box Arena [en], Londres             | 20 de março de 2022        |               |
| Abu Dhabi Grand Slam Abu Dhabi      | Arena de Jiu-Jitsu, Abu Dhabi              | 6 – 8 de maio de 2022      | [ 41 ]        |

## Abu Dhabi Grand Slam 2022–2023
Foi anunciado um total de US$ 1.525.000 em prêmios em dinheiro disponíveis ao longo da temporada.
| Evento                              | Local                                         | Data                   | Participantes |  |
| Abu Dhabi Grand Slam Rio de Janeiro | Arena Carioca 1, Rio de Janeiro               | 31 de julho de 2022    |               |  |
| Abu Dhabi Grand Slam Miami          | Watsco Center [en], Miami                     | 28 de agosto de 2022   |               |  |
| Abu Dhabi Grand Slam Tóquio         | Big Turtle Fukaya, Saitama, Japão             | 23 de outubro de 2016  |               |  |
| Abu Dhabi Grand Slam Xangai         | Não há registro confirmado de etapa em Xangai | –                      |               |  |
| Abu Dhabi Grand Slam Sydney         | Centro Esportivo Estatal [en], Sydney         | 5 de fevereiro de 2023 |               |  |
| Abu Dhabi Grand Slam Londres        | Copper Box Arena [en], Londres                | 12 de março de 2023    |               |  |
| Abu Dhabi Grand Slam Abu Dhabi      | Arena Mubadala, Abu Dhabi, EAU                | 7 de maio de 2023      |               |  |

## Abu Dhabi Grand Slam 2023–2024
Foi anunciado um total de US$ 1.525.000 em prêmios em dinheiro disponíveis ao longo da temporada.
| Evento                              | Local                                  | Data                   | Participantes |
| Abu Dhabi Grand Slam Rio de Janeiro | Arena Carioca 1, Rio de Janeiro        | 10–11 de junho de 2023 |               |
| Abu Dhabi Grand Slam Miami          | Watsco Center [en], Miami              | 17 de setembro de 2023 |               |
| Abu Dhabi Grand Slam Tóquio         | Ginásio Geral de Ota [en], Tóquio      | 14 de janeiro de 2024  |               |
| Abu Dhabi Grand Slam Xangai         | A definir                              | A definir              |               |
| Abu Dhabi Grand Slam Sydney         | A definir                              | A definir              |               |
| Abu Dhabi Grand Slam Roma           | Centro Olímpico Matteo Pellicone, Roma | 14 de abril de 2024    |               |
| Abu Dhabi Grand Slam Abu Dhabi      | Arena Mubadala, Abu Dhabi, EAU         | 12 de maio de 2024     |               |

## Abu Dhabi Grand Slam 2024–2025
Foi anunciado um total de US$ 1.525.000 em prêmios em dinheiro disponíveis ao longo da temporada.
| Evento                              | Local                                                         | Data                    | Participantes |
| Abu Dhabi Grand Slam Rio de Janeiro | Arena Carioca 1, Rio de Janeiro                               | 21 de julho de 2024     |               |
| Abu Dhabi Grand Slam Dallas         | Centro Curtis Culwell [en], Dallas                            | 29 de setembro de 2024  |               |
| Abu Dhabi Grand Slam Tóquio         | A definir                                                     | A definir               |               |
| Abu Dhabi Grand Slam Xi'an          | Centro Esportivo Olímpico de Xi'an [en], Xi'an                | 20 de outubro de 2024   |               |
| Abu Dhabi Grand Slam Sydney         | A definir                                                     | A definir               |               |
| Abu Dhabi Grand Slam Londres        | Copper Box Arena [en], Londres                                | 13 de abril de 2025     |               |
| Abu Dhabi Grand Slam Roma           | Centro Olímpico Matteo Pellicone, Roma                        | 23 de fevereiro de 2025 |               |
| Abu Dhabi Grand Slam Istambul       | Basaksehir Genclik ve Spor Ilce Mudurlugu Tesisleri, Istambul | 9 de junho de 2024      |               |
| Abu Dhabi Grand Slam Moscou         | Academia Esportiva Dinamo, Moscou                             | 1 de setembro de 2024   |               |
| Abu Dhabi Grand Slam Abu Dhabi      | Arena Mubadala, Abu Dhabi, EAU                                | 11 de maio de 2025      |               |